# Linee tranviarie italiane
Lista delle linee tranviarie in Italia; a sfondo grigio, le linee/reti attive.

## Lunghezza delle reti tranviarie attive
| Rete tranviaria                    | Rete tranviaria |  | km   | km   |
| ---------------------------------- | --------------- |  | ---- | ---- |
| Milano                             | Milano          |  | 157  | 157  |
| Torino                             | Torino          |  | 88.5 | 88.5 |
| Roma                               | Roma            |  | 36   | 36   |
| Palermo                            | Palermo         |  | 23.3 | 23.3 |
| Venezia                            | Venezia         |  | 20   | 20   |
| Firenze                            | Firenze         |  | 19.3 | 19.3 |
| Bergamo                            | Bergamo         |  | 12.5 | 12.5 |
| Cagliari                           | Cagliari        |  | 12   | 12   |
| Napoli                             | Napoli          |  | 11.8 | 11.8 |
| Padova                             | Padova          |  | 10.3 | 10.3 |
| Messina                            | Messina         |  | 7.7  | 7.7  |
| Trieste                            | Trieste         |  | 5.2  | 5.2  |
| Sassari                            | Sassari         |  | 4.3  | 4.3  |
| Dati aggiornati al 25 gennaio 2025 |                 |  |      |      |

## Elenco
| Regione               | Linea o rete                                | Gestori | Apertura                      | Chiusura                  | Scartamento (mm) | Trazione                         | Note |
| --------------------- | ------------------------------------------- | --- | ----------------------------- | ------------------------- | ---------------- | -------------------------------- | --- |
| Piemonte              | Torino                                      | "Belga" e Alta Italia; ATM; GTT (azienda)                                                                                      | 1871                          |                           | 1445             | cavalli; 600 V cc                | In servizio dieci linee |
| Piemonte              | Sassi-Superga                               | ATM; GTT (azienda) | 1884                          |                           | 1445             | 580 V cc                         | Funicolare; dal 1935 a cremagliera                                                                                                  |
| Piemonte              | Torino-Rivoli                               | Colli; Banca Tiberina; S.A. Industriale Torinese; CTTR                                                                         | 1871                          | 1955                      | 900; 1445        | vapore; 1200 V cc                | Ricostruita nel 1914. Oggi circa metà percorso è coperto dalla linea 1 della metropolitana. Iniziati i lavori per il prolungamento. |
| Piemonte              | Torino-Brusasco                             | "Belga"; SATTI | 1877/1883                     | 1949                      | 1445             | cavalli; vapore; 600 V cc        | Diramazione Castagneto Po-Chivasso (1883-1949)                                                                                      |
| Piemonte              | Torino-Volpiano                             | Perincioli; SATTLV; SAFCTC | 1884                          | 1932                      | 1445             | vapore                           | Aperta fino al 1931 per il traffico merci                                                                                           |
| Piemonte              | Rivarolo-Cuorgnè                            | SAFCTC | 1883                          | 1906                      | 1445             | vapore                           | Sostituita dalla ferrovia Rivarolo-Pont                                                                                             |
| Piemonte              | Torino-Orbassano-Giaveno                    | Corti; STTFE; ETOS; SATTO; SATTI                                                                                               | 1881/1883                     | 1958                      | 1445             | vapore; 600 e 1200 V cc          | Diramazioni per Cumiana (1889-1936), Pinerolo (1899-1936) e Sanatorio (1928-1958)                                                   |
| Piemonte              | Pinerolo-Perosa Argentina                   | TPP; SAFFTA | 1882                          | 1968                      | 1100             | vapore; 2200 V cc                | elettrificata dal 1921; tratto Villar Perosa-Perosa Argentina soppresso nel 1963                                                    |
| Piemonte              | Torino-Cravetta-Pianezza                    | STO; STEP | 1884                          | 1951                      | 1445             | vapore; 600 e 1200 V cc          | con diramazione Cravetta-Druento (1884-1951)                                                                                        |
| Piemonte              | Torino-Venaria Reale                        | STO; STEP | 1888                          | 1951                      | 1445             | vapore; 600 e 1200 V cc          | |
| Piemonte              | Torino-Settimo Torinese                     | SGFE; STEP; SATTI | 1884                          | 1954                      | 1445             | vapore; 600 V cc                 | con diramazione Barca-Bertolla (1927-1954)                                                                                          |
| Piemonte              | Torino-Carignano-Saluzzo                    | CGTVP; CGTP; SATIP | 1881/1882                     | 1950                      | 1100             | vapore e accumulatori            | |
| Piemonte              | Carignano-Carmagnola                        | CGTVP; CGTP; SATIP | 1881                          | 1948                      | 1100             | vapore e accumulatori            | diramazione della Torino-Saluzzo |
| Piemonte              | Torino-Moncalieri-Poirino                   | "Belga"; SATTI | 1875/1881                     | 1949                      | 1445             | cavalli; vapore; 600 V cc        | con diramazione Moncalieri-Real Castello (1878-1949)                                                                                |
| Piemonte              | Torino-Piobesi                              | Berrier-Delaleu; STTFE; ETOS                                                                                                   | 1882/1904                     | 1934                      | 1445             | vapore                           | elettrificata fino a Stupinigi nel 1928, ceduta all'ATM nel 1936 diventa linea 41, soppressa nel 1956                               |
| Piemonte              | Monchiero-Dogliani                          | SATED | 1923                          | 1953                      | 1445             | 600 V cc                         | |
| Piemonte              | Ivrea-Santhià                               | SGCFE | 1882                          | 1933                      | 750              | vapore                           | |
| Piemonte              | Mondovì-San Michele                         | Delvecchio; SMOP; Comune di Mondovì; SATM; FERT                                                                                | 1881                          | 1953                      | 950              | vapore; 600 V cc                 | |
| Piemonte              | Fossano-Mondovì-Villanova                   | Ferrovie Economiche di Mondovì; FERT                                                                                           | 1884                          | 1952                      | 950              | vapore; 2400 V cc                | Nel 1939 tratta Fossano-Villanova sostituita dalla ferrovia                                                                         |
| Piemonte              | Pinerolo-Cavour                             | S.A. Tramway Cuneo-Busca-Saluzzo; CGTP                                                                                         | 1881                          | 1935                      | 1100             | vapore                           | |
| Piemonte              | Saluzzo-Cavour                              | CGTP | 1882                          | 1935                      | 1100             | vapore                           | |
| Piemonte              | Saluzzo-Cuneo                               | S.A. Tramway Cuneo-Busca-Saluzzo; CGTP; SATIP                                                                                  | 1880                          | 1948                      | 1100             | vapore e accumulatori            | |
| Piemonte              | Costigliole-Venasca                         | CGTP; SATIP | 1887                          | 1948                      | 1100             | vapore e accumulatori            | |
| Piemonte              | Saluzzo-Revello-Paesana                     | S.A. Tramway Cuneo-Busca-Saluzzo; CGTP                                                                                         | 1881/1905                     | 1935                      | 1100             | vapore e accumulatori            | |
| Piemonte              | Revello-Barge                               | CGTP | 1915                          | 1935                      | 1100             | vapore e accumulatori            | |
| Piemonte              | Cuneo-Dronero                               | S.A. Tramway da Cuneo a Dronero; CGTP; SATIP                                                                                   | 1879                          | 1948                      | 1100             | vapore e accumulatori            | |
| Piemonte              | Cuneo-Borgo San Dalmazzo-Demonte            | Belloli-Chiapello; fratelli Delvecchio; Vigna Taglianti                                                                        | 1877                          | 1948                      | 1445; 1100       | cavalli; vapore                  | Ricostruita nel 1914 e prolungata a Demonte                                                                                         |
| Piemonte              | Cuneo-Boves                                 | CGTP | 1903                          | 1935                      | 1100             | vapore e accumulatori            | |
| Piemonte              | Biella-Oropa                                | SABOTE; ATA | 1911                          | 1958                      | 950              | 850 V cc; 2400 V cc              | |
| Piemonte              | Biella-Cossato                              | Societé des Chemins de Fer Economiques                                                                                         | 1882                          | 1915                      | 750              | vapore                           | |
| Piemonte              | Biella-Vercelli                             | SATV | 1890                          | 1933                      | 1445             | vapore                           | |
| Piemonte              | Biella-Borriana                             | SABOTE | 1925                          | 1951                      | 950              | 850 V cc                         | |
| Piemonte              | Biella-Mongrando                            | FEB; SABOTE | 1891                          | 1951                      | 950              | vapore; 850 V cc                 | Declassata da ferrovia a tranvia ed elettrificata nel 1922                                                                          |
| Piemonte              | Stresa-Mottarone                            | FSM | 1911                          | 1963                      | 1000             | 750 V cc                         | Inaugurata come ferrovia, classificata tranvia dal 1917; tratti a cremagliera tipo Strub                                            |
| Piemonte              | Intra-Omegna                                | SAV | 1913                          | 1946                      | 1445             | 2000 V 21 Hz ca                  | Omegna-Crusinallo utilizzato come raccordo fino al 1982                                                                             |
| Piemonte              | Vercelli-Aranco                             | SATV | 1879-1880                     | 1933                      | 1445             | vapore                           | |
| Piemonte              | Vercelli-Trino                              | Jay & Belloli; SATV; FEB | 1878                          | 1949                      | 1445             | vapore; 2400 V cc                | dal 1927 in trazione elettrica |
| Piemonte              | Vercelli-Casale Monferrato                  | SFT | 1883                          | 1934                      | 1445             | vapore                           | |
| Piemonte              | Vercelli-Biandrate-Fara                     | SFT | 1884                          | 1934                      | 1445             | vapore                           | |
| Piemonte              | Novara-Biandrate                            | SFT | 1883                          | 1934                      | 1445             | vapore                           | |
| Piemonte              | Novara-Vigevano                             | SFT | 1881                          | 1934                      | 1445             | vapore                           | |
| Piemonte              | Mortara-Ottobiano-Pieve del Cairo           | SFT | 1884                          | 1933                      | 1445             | vapore                           | |
| Piemonte              | Vigevano-Ottobiano                          | SFT | 1884                          | 1933                      | 1445             | vapore                           | |
| Piemonte              | Asti-Montemagno-Altavilla                   | Società delle Tramvie Astigiane; SAMTF; FER                                                                                    | 1900                          | 1935                      | 1445             | vapore                           | |
| Piemonte              | Asti-Canale                                 | Berrier-Delaleu; Credito Torinese; Società delle Tramvie Astigiane; SAMTF; FER                                                 | 1882                          | 1935                      | 1100             | vapore                           | |
| Piemonte              | Asti-Cortanze                               | Berrier-Delaleu; Credito Torinese; Società delle Tramvie Astigiane; SAMTF                                                      | 1882                          | 1915                      | 1100             | vapore                           | |
| Piemonte              | Altavilla-Casale Monferrato                 | SAMTF | 1888                          | 1935                      | 1445             | vapore                           | |
| Piemonte              | Alessandria                                 | SAEA | 1913                          | 1952                      | 1445             | 600 V cc                         | |
| Piemonte              | Alessandria-San Salvatore-Casale Monferrato | Belloli e Bellisomi; SATV | 1880                          | 1935                      | 1445             | vapore                           | Dal 1927 ridotta alla tratta Alessandria-San Salvatore                                                                              |
| Piemonte              | Alessandria-Altavilla                       | Remotti; Società delle Tramvie Astigiane; SAMTF; FER                                                                           | 1883                          | 1935                      | 1445             | vapore                           | |
| Piemonte              | Alessandria-Sale                            | Belloli e Bellisomi; SATV | 1880                          | 1933                      | 1445             | vapore                           | |
| Piemonte              | Marengo-Mandrogne                           | Bellisomi; Geisser; Bello; SATV                                                                                                | 1882                          | 1933                      | 1445             | cavalli; vapore                  | Diramazione della Alessandria-Sale, con trazione a cavalli dal 1888 al 1898.                                                        |
| Piemonte              | Novi Ligure-Ovada                           | FVO | 1881                          | 1953                      | 1435             | vapore; diesel                   | con diramazione Basaluzzo-Frugarolo a carattere ferroviario (1887-1948)                                                             |
| Piemonte              | Valenza                                     | STV/TRAVA | 1914                          | 1947                      | 1445             | 600 V cc                         | |
| Piemonte              | Tortona-Sale                                | Bellisomi, Grattoni, SATV | 1882                          | 1933                      | 1445             | vapore                           | |
| Piemonte              | Tortona-Monleale                            | Grattoni, SATV | 1889                          | 1934                      | 1445             | vapore                           | aperta fino al 1937 per il traffico merci                                                                                           |
| Liguria               | Genova                                      | CF; FEF; TO; UITE | 1878                          | 1966                      | 1445; 1000       | cavalli; 600 V cc                | |
| Liguria               | Autoguidovia della Guardia                  | AGI | 1929                          | 1967                      | 1000             | sistema "Laviosa"                | |
| Liguria               | Savona-Vado Ligure                          | STES | 1912                          | 1948                      | 1000             | 600 V cc                         | |
| Liguria               | Savona                                      | STES | 1912                          | 1948                      | 1000             | 600 V cc                         | |
| Liguria               | Ospedaletti-Sanremo-Taggia                  | TESL; STEL | 1913                          | 1948                      | 1000             | 600 V cc                         | sostituita dall'attuale sistema filoviario                                                                                          |
| Liguria               | Ventimiglia-Bordighera                      | W&B; STEPI | 1901                          | 1936                      | 1000             | 550 V cc                         | sostituita dall'attuale sistema filoviario                                                                                          |
| Liguria               | Oneglia-Porto Maurizio                      | STEPI | 1926                          | 1947                      | 1000             | 550 V cc                         | |
| Liguria               | La Spezia                                   | STES; FITRAM | 1902                          | 1951                      | 1445             | 600 V cc                         | sostituita dall'attuale sistema filoviario                                                                                          |
| Lombardia             | Milano                                      | SAO; Edison; ATM | 1881                          |                           | 1445             | cavalli; 600 V cc                | In servizio diciassette linee |
| Lombardia             | Milano-Monza                                | SAO; Edison; STEL; ATM | 1876                          | 1966                      | 1445             | cavalli; 600 V cc                | con diramazioni Sesto-Monza via San Fruttuoso (1922-1956) e Sesto-Cancelli FS (1924-1958)                                           |
| Lombardia             | Milano-Saronno-Tradate                      | TCFERMB; FNM | 1877                          | 1925                      | 1445             | cavalli; vapore                  | Saronno-Tradate chiusa nel 1915 |
| Lombardia             | Milano-Magenta/Castano Primo                | MMC; ATM | 1878                          | 1957                      | 1445             | vapore                           | 1952 soppresso Sedriano-Castano; 1956 soppresso Vittuone-Magenta                                                                    |
| Lombardia             | Milano-Gorgonzola-Vaprio                    | MGV; TIP; STEL; ATM | 1878                          | 1978                      | 1445             | vapore; 600 V cc; 1200 V cc      | Milano-Gorgonzola soppressa e sostituita dalla M2 nel 1972                                                                          |
| Lombardia             | Fornaci-Treviglio-Caravaggio                | Pistorius; TIP; STEL; ATM | 1880                          | 1972                      | 1445             | vapore; 600 V cc; 1200 V cc      | Treviglio-Caravaggio soppressa nel 1917; Cassano-Treviglio soppressa nel 1931                                                       |
| Lombardia             | Milano-Vimercate                            | MGV; TIP; STEL; ATM | 1880                          | 1981                      | 1445             | vapore; 600 V cc; 1200 V cc      | parzialmente sostituita dalla M2; con diramazione Brugherio-Monza (1881-1952)                                                       |
| Lombardia             | Milano-Gallarate                            | TCFERMB; STIE | 1880                          | 1966                      | 1445             | vapore; 750 V cc                 | Con diramazioni Gallarate-Cassano Magnago e Gallarate-Lonate Pozzolo (1931/1933-1951)                                               |
| Lombardia             | Milano-Desio-Carate/Giussano                | TGW; Lombardy; STEL; ATM | 1881                          | 2011                      | 1445             | vapore; 600 V cc                 | Soppressa fra il 1958 e il 1999 |
| Lombardia             | Milano-Limbiate                             | SAO; Edison; STEL; ATM | 1882                          | 2022                      | 1445             | cavalli; 600 V cc                | Prolungata da Affori a Limbiate tra il 1915 e il 1920                                                                               |
| Lombardia             | Milano-Corsico-Abbiategrasso                | 1884 | 1966                          | 1956, 1966                | 1445             | cavalli; 600 V cc                | |
| Lombardia             | Milano-Binasco-Pavia                        | SFT; MMC | 1880                          | 1936                      | 1445             | vapore                           | |
| Lombardia             | Pavia-Sant'Angelo Lodigiano                 | SFT; MMC | 1884                          | 1934                      | 1445             | vapore                           | |
| Lombardia             | Milano-Lodi                                 | Pistorius; TIP | 1880                          | 1937                      | 1445             | vapore                           | con diramazione Melegnano-Sant'Angelo Lodigiano dal 1881 al 1931                                                                    |
| Lombardia             | Lodi-Treviglio-Bergamo                      | Pistorius; TIP | 1879-1880                     | 1920                      | 1445             | vapore                           | |
| Lombardia             | Lodi-Sant'Angelo Lodigiano                  | TGW; Lombardy; TIP | 1880                          | 1918                      | 1445             | vapore                           | |
| Lombardia             | Lodi-Crema-Soncino                          | TGW; Lombardy; TIP | 1880                          | 1931                      | 1445             | vapore                           | |
| Lombardia             | Como-Fino-Saronno                           | SFT; FNM | 1880                          | 1898                      | 1445             | vapore                           | trasformata in ferrovia ancora in esercizio                                                                                         |
| Lombardia             | Monza-Barzanò-Oggiono                       | MCMB | 1879                          | 1915                      | 1445             | vapore                           | |
| Lombardia             | Monza-Carate                                | Lombardy; STEL; ATM | 1890                          | 1960                      | 1445             | vapore; 600 V cc                 | anello di Vedano 1925-1960 |
| Lombardia             | Monza-Trezzo-Bergamo                        | MTB; ATM | 1890                          | 1958                      | 1445             | vapore e accumulatori            | 1953 soppressa Trezzo-Bergamo |
| Lombardia             | Cusano-Cinisello-Monza                      | Lombardy | 1890                          | 1918                      | 1445             | vapore                           | |
| Lombardia             | Monza-Meda-Cantù                            | STEB | 1910                          | 1952                      | 1445             | 1350 V cc                        | |
| Lombardia             | Milano-Cinisello                            | Edison; STEL; ATM | 1913                          | 1956                      | 1445             | 600 V cc                         | con diramazione Torretta-Sesto San Giovanni                                                                                         |
| Lombardia             | Como (1899)                                 | Helios | 1899                          | 1899                      | 1000             | 600 V cc                         | |
| Lombardia             | Como (1906-1952)                            | SATEC; SECAV; STECAV | 1906                          | 1952                      | 1000             | 600 V cc                         | |
| Lombardia             | Como-Cernobbio-Maslianico-Ponte Chiasso     | SECAV; STECAV | 1911                          | 1938                      | 1000             | 600 V cc                         | Maslianico-Ponte Chiasso dal 1913 al 1922                                                                                           |
| Lombardia             | Como-Mozzate                                | SECAV; STECAV | 1910                          | 1955                      | 1000             | 600 V cc                         | Appiano-Mozzate soppressa nel 1934                                                                                                  |
| Lombardia             | Como-Cantù-Asnago                           | SATEC; SECAV; STECAV | 1907                          | 1951                      | 1000             | 600 V cc                         | Cantù-Asnago soppressa nel 1934 |
| Lombardia             | Como-Erba-Lecco                             | SECAV; STECAV | 1912                          | 1955                      | 1000             | 600 V cc e 1200 V cc             | Erba-Lecco 1928-1955 |
| Lombardia             | Lecco                                       | STECAV | 1927                          | 1953                      | 1000             | 1200 V cc                        | Maggianico-Malavedo |
| Lombardia             | Pavia                                       | OGC | 1913                          | 1954                      | 1445             | 600 V cc                         | |
| Lombardia             | Certosa di Pavia                            | Cav. Maddalena | 1913                          | 1944                      | 1000             | cavalli                          | Ultima tranvia a cavalli d'Italia                                                                                                   |
| Lombardia             | Voghera-Stradella                           | SFT | 1883                          | 1931                      | 1445             | vapore                           | |
| Lombardia             | Voghera-Rivanazzano-Salice Terme            | SFT | 1891/1909                     | 1929                      | 1445             | vapore                           | |
| Lombardia             | Stradella-Santa Maria della Versa           | SATE | 1929                          | 1956                      | 1445             | 1200 V cc                        | |
| Lombardia             | Bergamo                                     | Ferretti; S.A. Funicolare e Tramvie; AMFTE                                                                                     | 1887                          | 1958                      | 1000             | cavalli, vapore, 600 V cc        | |
| Lombardia             | Bergamo-Albino (1912-1953)                  | STEI | 1912                          | 1953                      | 1000             | 600 V cc                         | |
| Lombardia             | Bergamo-Albino (2009)                       | TEB | 2009                          |                           | 1435             | 750 V cc                         | Linea T1 |
| Lombardia             | Bergamo-Sarnico                             | Società della Tramvia Bergamo-Trescore-Sarnico                                                                                 | 1901/1902                     | 1921/1931                 | 1445             | vapore                           | Bergamo-Trescore era in comune con la Bergamo-Lovere                                                                                |
| Lombardia             | Bergamo-Lovere                              | Società della Tramvia di Valle Cavallina                                                                                       | 1905                          | 1931                      | 1445             | vapore                           | Bergamo-Trescore era in comune con la Bergamo-Sarnico                                                                               |
| Lombardia             | Bergamo-Soncino                             | SGFE; SAFVS; STB | 1884-1885                     | 1931                      | 1445             | vapore                           | |
| Lombardia             | Brescia                                     | TPB; ASM Brescia | 1882                          | 1949                      | 1445             | cavalli, 600 V cc                | |
| Lombardia             | Brescia-Salò-Gargnano                       | TPB; SEB; TEB | 1887                          | 1954                      | 1445             | vapore; 1200 V cc                | |
| Lombardia             | Tormini-Vestone-Idro                        | TPB; SEB; TEB | 1881                          | 1932                      | 1445             | vapore; 1200 V cc                | |
| Lombardia             | Brescia-Gardone Val Trompia                 | TPB; SEB; TEB | 1882                          | 1952                      | 1445             | vapore; 1200 V cc                | |
| Lombardia             | Brescia-Soncino                             | TPB; SEB; TEB | 1880                          | 1954                      | 1445             | vapore; 1200 V cc                | |
| Lombardia             | Brescia-Gussago                             | SEB; TEB | 1907                          | 1953                      | 1445             | 500-700 V cc                     | |
| Lombardia             | Brescia-Ostiano                             | SEB; TEB | 1914                          | 1948                      | 1445             | 1200 V cc                        | con diramazione Pavone Mella-Gambara                                                                                                |
| Lombardia             | Iseo-Rovato-Chiari                          | Società Anonima della Guidovia a Vapore Iseo-Rovato-Chiari                                                                     | 1897 (Rovato) - 1898 (Chiari) | 1915                      | 950              | vapore                           | |
| Lombardia             | Lovere-Cividate Camuno                      | Società Anonima della Guidovia Camuna                                                                                          | 1901                          | 1917                      | 950; 1445        | vapore                           | Ricostruita nel 1909 |
| Lombardia             | Mantova                                     | SEB | 1909                          | 1932                      | 1445             | cavalli; 550 V cc                | |
| Lombardia             | Mantova-Asola                               | Valentini-Mazzorin; TPM; TEM                                                                                                   | 1886                          | 1933/1953                 | 1445             | vapore e accumulatori; 550 V cc  | |
| Lombardia             | Mantova-Viadana                             | Valentini-Mazzorin; TPM; TEM                                                                                                   | 1886                          | 1933/1953                 | 1445             | vapore e accumulatori; 550 V cc  | |
| Lombardia             | Mantova - Ostiglia                          | EGT; SATLR | 1886                          | 1935                      | 1445             | vapore                           | |
| Lombardia             | Mantova - Brescia                           | EGT; SATLR; SITALR | 1886                          | 1936                      | 1445             | vapore; 1200 V cc                | Brescia-Carpenedolo, elettrificata, soppressa nel 1952                                                                              |
| Lombardia             | Castiglione delle Stiviere - Desenzano      | EGT; SATLR | 1911                          | 1935                      | 1445             | vapore                           | appartenente alla Mantova-Brescia                                                                                                   |
| Lombardia             | Medole-Casaloldo                            | TPM; TEM | 1930                          | 1933                      | 1445             | accumulatori                     | |
| Lombardia             | Cremona                                     | SEB | 1916                          | 1940                      | 1445             | 600 V cc                         | |
| Lombardia             | Cremona - Ostiano                           | TCO; STPC; SNFT; TPC | 1889                          | 1955                      | 1445             | vapore; benzina/metano           | |
| Lombardia             | Cremona - Casalmaggiore                     | Biglia; STPC; SNFT; TPC | 1888                          | 1954                      | 1445             | vapore; benzina/metano           | con diramazioni per San Giovanni in Croce e per Ponte Majocche                                                                      |
| Lombardia             | Cremona-Asola                               | TPC | 1927                          | 1955                      | 1445             | vapore; benzina/metano           | Cremona-Montanara in comune con la Cremona-Ostiano                                                                                  |
| Lombardia             | Varese-Vellone                              | SFVE; FTEV; SVIE; SVIT | 1895                          | 1953                      | 1100             | 600 V cc                         | Prima Cappella - Vellone dal 1909                                                                                                   |
| Lombardia             | Varese-Masnago                              | SPIE; SVIE; SVIT | 1905                          | 1950                      | 1100             | 500 V cc                         | |
| Lombardia             | Varese-Bobbiate                             | SVIE; SVIT | 1909                          | 1950                      | 1100             | 500 V cc                         | |
| Lombardia             | Varese-Azzate                               | SVIE; SVIT | 1911                          | 1949                      | 1100             | 500 V cc                         | |
| Lombardia             | Varese-Belforte                             | SVIE; SVIT | 1916                          | 1950                      | 1100             | 500 V cc                         | |
| Lombardia             | Varese-Bizzozero                            | SVIE; SVIT | 1907                          | 1950                      | 1100             | 500 V cc                         | |
| Lombardia             | Molino d'Anna-Cittiglio                     | SATV; SVIE; SVIT | 1914                          | 1949                      | 1100             | 600 V cc                         | Subconcessa alla SVIE |
| Lombardia             | Varese-Angera                               | SATOV | 1914                          | 1940                      | 1000             | 600 V cc                         | |
| Lombardia             | Bisuschio-Viggiù                            | SATV | 1912                          | 1951                      | 1000             | 600 V cc                         | |
| Lombardia             | Tirano-Campocologno                         | Società Anonima Tramvia Tirano-Campocologno                                                                                    | 1908                          |                           | 1000             | 1200 V cc                        | Tratto italiano della ferrovia del Bernina, classificato come tranvia fino al 1950                                                  |
| Trentino-Alto Adige   | Lana-Merano                                 | Società per Azioni Ferrovia Elettrica Lana-Merano                                                                              | 1906                          | 1950                      | 1000             | 750 V cc                         | |
| Trentino-Alto Adige   | Merano                                      | SAER | 1908                          | 1956                      | 1000             | 750 V cc                         | |
| Trentino-Alto Adige   | Trento-Malé                                 | KKStB; FS; SATP; FLTM | 1909                          | 1956                      | 1000             | 800 V cc                         | trasformata in ferrovia tuttora in esercizio                                                                                        |
| Trentino-Alto Adige   | Bolzano                                     | Südbahn; SAER | 1909                          | 1948                      | 1000             | 750 V cc                         | |
| Veneto                | Mestre                                      | | 1905                          | 1933                      | 1000             | 600 V cc                         | Sostituita da una filovia |
| Veneto                | Mestre-Treviso                              | 1909 | 1938                          |                           | 1000             | 600 V cc                         | Sostituita da una filovia |
| Veneto                | Mestre-Mirano                               | 1912 | 1937                          |                           | 1000             | 600 V cc                         | Sostituita da una filovia |
| Veneto                | Mestre-San Giuliano                         | 1891 | 1933                          | cavalli; vapore; 600 V cc | 1000             |                                  | Sostituita da una filovia |
| Veneto                | Lido di Venezia                             | SABL; CIGA | 1900                          | 1940                      | 1000             | cavalli; 600 V cc                | Sostituita da una filovia |
| Veneto                | Venezia                                     | Actv | 2010                          |                           | Tram su gomma    | 750 V cc                         | In servizio due linee |
| Veneto                | Montebelluna-Valdobbiadene                  | SV | 1914                          | 1931                      | 1000             | 975 V cc                         | |
| Veneto                | Montebelluna-Asolo                          | SV | 1913                          | 1931                      | 1000             | 975 V cc                         | |
| Veneto                | Susegana-Pieve di Soligo                    | SV | 1913                          | 1931                      | 950              | vapore                           | |
| Veneto                | Verona                                      | SATV; CTE; SAER; | 1884                          | 1954                      | 1445             | cavalli; 600 V cc                | |
| Veneto                | Verona-Caldiero-San Bonifacio               | A&G; TVV; Provincia; AGTV; SAER                                                                                                | 1881                          | 1957                      | 1435             | vapore; 1.350 V cc               | Sostituita da una filovia |
| Veneto                | Caldiero-Tregnago                           | TVV; Provincia; AGTV; SAER | 1883                          | 1956                      | 1435             | vapore; 1.350 V cc               | Sostituita da una filovia |
| Veneto                | San Bonifacio-Lonigo-Cologna Veneta         | A&G; TVV; Provincia; AGTV; SAER                                                                                                | 1882                          | 1937                      | 1435             | vapore; accumulatori             | Con diramazione Lonigo-Lonigo-Stazione riattivata in seguito come ferrovia                                                          |
| Veneto                | Verona-Grezzana                             | Provincia; AGTV; SAER | 1922                          | 1958                      | 1435             | 1350 V cc                        | Sostituita da una filovia |
| Veneto                | San Bonifacio-San Giovanni Ilarione         | AGTV; SAER | 1928                          | 1956                      | 1435             | 1350 V cc                        | |
| Veneto                | Verona-Albaredo-Coriano                     | TPV | 1889                          | 1925                      | 760              | vapore                           | Nel 1903 estesa da Albaredo d'Adige a Coriano                                                                                       |
| Veneto                | Padova                                      | SATP TMP; SAER; ACAP | 1883 1907                     | 1906 1954                 | 1445 1000        | cavalli 600 V cc                 | |
| Veneto                | Padova                                      | APS; Busitalia Veneto | 2007                          |                           | Tram su gomma    | 750 V cc                         | In servizio una linea |
| Veneto                | Padova-Abano-Torreglia                      | ATM; SAER; ACAP | 1911                          | 1952                      | 1000             | 600 V cc                         | con diramazione Tencarola - Villa di Teolo (1911-1937)                                                                              |
| Veneto                | Padova-Fusina/Mestre                        | GCV | 1885                          | 1954                      | 1445             | vapore; 600 e 6600 V ca 25 Hz    | |
| Veneto                | Padova-Bagnoli di Sopra                     | GCV | 1886                          | 1954                      | 1445             | vapore; 600 e 6600 V ca 25 Hz    | |
| Veneto                | Padova-Piove di Sacco                       | GCV | 1890                          | 1954                      | 1445             | vapore; 600 e 6600 V ca 25 Hz    | |
| Veneto                | Este-Sant'Elena                             | Comune di Este | 1906                          | 1934                      | 1445             | 550 V cc                         | |
| Veneto                | Treviso                                     | STM | 1910                          | 1938                      | 1000             | 600 V cc                         | |
| Veneto                | Vicenza                                     | AIM | 1911                          | 1951                      | 1000             | 600 V cc                         | |
| Veneto                | Vicenza-Valdagno-Recoaro                    | The Province of Vicenza Steam Tramway Co. Ltd; STV; FTV                                                                        | 1880/1909                     | 1961/1980                 | 1435             | vapore; 3000 V cc                | Con diramazione Montecchio San Vitale-Chiampo                                                                                       |
| Veneto                | Vicenza-Noventa Vicentina-Montagnana        | SV; STV; FTV | 1887                          | 1979                      | 950; 1435        | vapore; diesel                   | Ricostruita nel 1911; Diramazione Ponte di Barbarano-Barbarano paese (1911-1924)                                                    |
| Veneto                | Vicenza-Bassano del Grappa                  | STV; FTV | 1910                          | 1961                      | 1435             | vapore; diesel                   | |
| Friuli-Venezia Giulia | Trieste                                     | STT; ACTM; ACEGAT | 1876                          | 1970                      | 1445             | cavalli; 600 V cc                | |
| Friuli-Venezia Giulia | Trieste-Opicina                             | SPF; SCT; ACEGAT; ACT; TT | 1902                          |                           | 1000             | 600 V cc                         | Con tratta a funicolare / In servizio una linea                                                                                     |
| Friuli-Venezia Giulia | Udine                                       | SFE; TdF | 1887                          | 1952                      | 1445; 1000       | cavalli; 600 V cc                | tram elettrico dal 1908 |
| Friuli-Venezia Giulia | Udine-Tarcento                              | SFE; TdF | 1915                          | 1959                      | 1000             | 600 V cc                         | Udine-Tricesimo dal 1915; Tricesimo-Tarcento dal 1927                                                                               |
| Friuli-Venezia Giulia | Udine-San Daniele                           | Ing. Neufeldt; SV; Ing. Cantoni; SATI; provincia di Udine                                                                      | 1889                          | 1955                      | 1000             | vapore; accumulatori             | Prolungamento San Daniele-Pinzano realizzato in parte ma mai attivato                                                               |
| Friuli-Venezia Giulia | Gorizia                                     | Società Goriziana Trenovie; Comune di Gorizia                                                                                  | 1909                          | 1935                      | 1000             | 600 V cc                         | |
| Emilia-Romagna        | Bologna                                     | "Belga"; Les Tramways de Bologne; Comune di Bologna; ATM                                                                       | 1880                          | 1963                      | 1445             | cavalli; 600 V cc                | |
| Emilia-Romagna        | Bologna-Imola                               | SV | 1886                          | 1935                      | 1445             | vapore                           | |
| Emilia-Romagna        | Bologna-Malalbergo                          | TBPM; CPET; APT | 1891                          | 1957                      | 1445             | vapore, poi diesel               | dal 1955, solo Bologna-Altedo |
| Emilia-Romagna        | Bologna-Pieve di Cento                      | TBPM; CPET; APT | 1889                          | 1955                      | 1445             | vapore, poi diesel               | |
| Emilia-Romagna        | Bologna-Vignola                             | SAFTE; Les Tramways de Bologne; Provincia                                                                                      | 1883                          | 1938                      | 1445             | vapore; 600 V cc                 | trasformata nella ferrovia Casalecchio-Vignola; la tratta Bologna-Casalecchio fu ceduta nel 1938 all'ATM, che la soppresse nel 1958 |
| Emilia-Romagna        | Rimini-Riccione                             | "Belga"; Comune di Rimini; RATE; Tramvie Elettriche; SITA                                                                      | 1877/1926                     | 1939                      | 1445             | cavalli; 600 V cc                | Sostituita dalla filovia |
| Emilia-Romagna        | Parma                                       | Lombardi; Alessandri, Bruni & C; Provincia di Parma; CNTC; So.Ri.T.; TEP; AMT                                                  | 1899                          | 1953                      | 1445             | cavalli; 400 V ca 25 Hz          | |
| Emilia-Romagna        | Parma-Langhirano                            | SNFT; CNTC | 1892                          | 1940                      | 1445             | vapore                           | |
| Emilia-Romagna        | Parma-San Secondo-Busseto                   | SNFT; CNTC | 1893                          | 1939                      | 1445             | vapore                           | |
| Emilia-Romagna        | Parma-Soragna-Busseto                       | SNFT; CNTC | 1893                          | 1939                      | 1445             | vapore                           | |
| Emilia-Romagna        | Mano-Roccabianca-Stagno                     | Bellocchi | 1901                          | 1939                      | 1445             | cavalli                          | |
| Emilia-Romagna        | Soragna-Fidenza                             | SNFT; CNTC | 1894                          | 1937                      | 1445             | vapore                           | |
| Emilia-Romagna        | Fornace Bizzi-Medesano                      | SNFT; CNTC | 1908                          | 1934                      | 1445             | vapore                           | |
| Emilia-Romagna        | Parma-Pilastrello-Traversetolo              | SNFT; CNTC | 1894                          | 1940                      | 1445             | vapore                           | |
| Emilia-Romagna        | Pilastrello-Montecchio                      | SNFT; CNTC | 1901                          | 1934                      | 1445             | vapore                           | |
| Emilia-Romagna        | Parma-Fornovo                               | Provincia di Parma; CNTC; So.Ri.T.; TEP                                                                                        | 1910                          | 1954                      | 1445             | 4000 V ca 25 Hz                  | |
| Emilia-Romagna        | Parma-Marzolara                             | Provincia di Parma; CNTC; So.Ri.T.; TEP                                                                                        | 1910                          | 1954                      | 1445             | 4000 V ca 25 Hz                  | |
| Emilia-Romagna        | Piacenza                                    | Tinelli; SAIEP; TUP | 1902                          | 1955                      | 1445             | cavalli; 500 V cc                | |
| Emilia-Romagna        | Piacenza-San Rocco al Porto                 | SAIEP; TUP | 1924                          | 1955                      | 1445             | 500 V cc                         | |
| Emilia-Romagna        | Piacenza-Pianello-Nibbiano                  | TPP; SIFT | 1893                          | 1938                      | 1445             | vapore                           | Pianello-Nibbiano 1908-1933 |
| Emilia-Romagna        | Piacenza-Agazzano                           | SIFT | 1907                          | 1933                      | 1445             | vapore                           | |
| Emilia-Romagna        | Piacenza-Bettola                            | TPBC; SIFT | 1881-1882                     | 1933                      | 1445             | vapore                           | trasformata nella ferrovia Piacenza-Bettola                                                                                         |
| Emilia-Romagna        | Grazzano-Rivergaro                          | TPBC; SIFT | 1886                          | 1934                      | 1445             | vapore                           | diramazione della Piacenza-Bettola, chiusa alla trasformazione di questa in ferrovia                                                |
| Emilia-Romagna        | Piacenza-Cremona                            | TPBC; SIFT | 1882-1892                     | 1935                      | 1445             | vapore                           | sostituita dalla ferrovia Piacenza-Cremona                                                                                          |
| Emilia-Romagna        | Piacenza-Lugagnano                          | TPP; SIFT | 1897-1902                     | 1938                      | 1445             | vapore                           | Lugagnano-Castell'Arquato 1900-1933                                                                                                 |
| Emilia-Romagna        | Cremona-Lugagnano                           | TPP; SIFT | 1900                          | 1923                      | 1445             | vapore                           | |
| Emilia-Romagna        | Fidenza-Salsomaggiore                       | Corazza (1890-1922); AGI (1923-1937)                                                                                           | 1890                          | 1937                      | 1445             | vapore/termica                   | Sostituita dalla ferrovia Fidenza - Salsomaggiore                                                                                   |
| Emilia-Romagna        | Ferrara                                     | TFL; STU | 1903                          | 1938                      | 1100             | 600 V cc                         | |
| Emilia-Romagna        | Ferrara-Pontelagoscuro                      | TFL; STU | 1912                          | 1939                      | 1100             | 600 V cc                         | |
| Emilia-Romagna        | Ferrara-Ostellato-Codigoro                  | TFV; FTP | 1901                          | 1931                      | 950              | vapore                           | Sostituita dalla ferrovia Ferrara-Codigoro                                                                                          |
| Emilia-Romagna        | Ostellato-Porto Garibaldi                   | TFV; FTP; FP | 1911                          | 1945                      | 950              | vapore                           | |
| Emilia-Romagna        | Lugo-Fusignano-Alfonsine                    | Società dei tramvia a vapore Lugo-Fusignano-Alfonsine e Ravenna-Porto Corsini                                                  | 1884                          | 1886                      | ??               | vapore                           | |
| Emilia-Romagna        | Forlì-Meldola                               | Brusaporci; SATR; SATRL | 1881                          | 1930                      | 1000             | vapore                           | |
| Emilia-Romagna        | Forlì-Ravenna                               | Brusaporci; SATR, poi SATRL | 1883                          | 1929                      | 1000             | vapore                           | |
| Emilia-Romagna        | Mirandola                                   | Comune di Mirandola | 1904                          | 1927                      | 1445             | cavalli                          | |
| Emilia-Romagna        | Modena                                      | STM; AEM; AMCM | 1881                          | 1950                      | 1445; 1000       | cavalli; 600 V cc                | |
| Emilia-Romagna        | Modena-Maranello                            | Manfredi; FSMMF; SEFTA | 1893                          | 1937                      | 950              | vapore                           | |
| Emilia-Romagna        | Castelfranco-Bazzano                        | FMV; SEFTA | 1912                          | 1934                      | 1435             | vapore                           | |
| Toscana               | Firenze (1879-1958)                         | TF; GTF; STU-FIAT; ATAF | 1879                          | 1958                      | 1445             | cavalli; 600 V cc                | 1944-1945: tutte le linee sospese                                                                                                   |
| Toscana               | Firenze (2010)                              | GEST | 2010                          |                           | 1435             | 750 V cc                         | In servizio due linee |
| Toscana               | Firenze-Peretola-Prato                      | TF; STU-FIAT; ATAF | 1879                          | 1954                      | 1445             | vapore e 600 V cc                | con diramazione Peretola-Poggio a Caiano; 1940: soppresso oltre Peretola                                                            |
| Toscana               | Firenze-Porto di Mezzo                      | TF | 1880                          | 1921                      | 1445             | vapore e 600 V cc                | elettrificata dopo il 1905 nel tratto Firenze-Casellina                                                                             |
| Toscana               | Firenze-Sesto Fiorentino                    | TF ;GTF; STU-FIAT; ATAF | 1881                          | 1952                      | 1445             | vapore e 600 V cc                | dal 1907 linea 18, dal 1946 linea 28                                                                                                |
| Toscana               | Firenze-Fiesole                             | Archieri; Fenzi; TF; GTF; STU-FIAT                                                                                             | 1886                          | 1938                      | 1445             | vapore e 600 V cc                | Prima tranvia elettrica d’Italia; dal 1907 linea 7; trasformata in filovia                                                          |
| Toscana               | Firenze-San Casciano/Greve in Chianti       | Fenzi; TF; GTF; STU-FIAT | 1890                          | 1935                      | 1445             | vapore e 600 V cc                | elettrificata nel 1907 nel tratto Firenze-Tavarnuzze                                                                                |
| Toscana               | Firenze-Bagno a Ripoli                      | TF | 1898                          | 1953                      | 1445             | cavalli; 600 V cc                | con diramazione Badia a Ripoli-Grassina/Antella (??-1956)                                                                           |
| Toscana               | Tranvia del Valdarno Superiore              | STV | 1914                          | 1937                      | 1445             | 900 V cc                         | Con diramazione per Terranova Bracciolini.                                                                                          |
| Toscana               | Livorno                                     | SATL; STU | 1881                          | 1943                      | 1445             | cavalli; 600 V cc                | |
| Toscana               | Litoranea di Viareggio                      | SELT | 1913                          | 1944                      | 1445             | 600 V cc                         | |
| Toscana               | Viareggio-Camaiore                          | Massagli&C., Comune di Camaiore                                                                                                | 1900                          | 1938                      | 1445             | vapore                           | |
| Toscana               | Tranvie della Versilia                      | TEV; TAV | 1916                          | 1951                      | 1000             | vapore                           | Con diramazioni per Trambiserra e Pontestazzemese                                                                                   |
| Toscana               | Pisa                                        | STET; SAET; ATUM | 1912                          | 1952                      | 1445             | 600 V cc                         | Sostituita dalla rete filoviaria di Pisa                                                                                            |
| Toscana               | Pisa-Pontedera                              | PPC, STEFET, SAIET, ATIP | 1881                          | 1951                      | 1445             | vapore; diesel                   | Con diramazione per Calci |
| Toscana               | Pisa-Marina di Pisa                         | PPC | 1892                          | 1932                      | 1445             | vapore                           | |
| Toscana               | Lucca-Maggiano                              | SATEL | 1911/1912                     | 1938                      | 1000             | 850 V cc                         | |
| Toscana               | Lucca-Monsummano                            | SATEL; TPL | 1907                          | 1939/1957                 | 1000             | 850 V cc                         | |
| Toscana               | Lucca-Ponte a Moriano                       | TL | 1883                          | 1932                      | 1435             | vapore                           | |
| Toscana               | Carrara                                     | SATT, SITA | 1915                          | 1955                      | 1445             | 600 V cc                         | sostituita da una filovia |
| Toscana               | Massa                                       | TM | 1890                          | 1932                      | 1000             | vapore                           | |
| Marche                | Ancona                                      | G. B. Marotti; STIE; Comune di Ancona; ATMA                                                                                    | 1881                          | 1949                      | 1445             | cavalli, poi 550 V cc            | Sostituita dalla Rete filoviaria di Ancona                                                                                          |
| Marche                | Ancona-Falconara Marittima                  | STIE; Comune di Ancona; ATMA                                                                                                   | 1915                          | 1944                      | 1445             | 550 V cc                         | Sostituita da una filovia |
| Marche                | Offida-Castel di Lama                       | Società tramvia elettrica di Offida (STEO)                                                                                     | 1926                          | 1952                      | 950              | 800 V cc                         | La linea serviva di collegamento tra Offida e la più vicina stazione ferroviaria                                                    |
| Marche                | Civitanova Alta - Porto Civitanova          | Comune di Civitanova | 1911                          | 1955                      | 1000             | 600 V cc                         | La linea serviva di collegamento tra il centro abitato, la stazione ferroviaria e la costa.                                         |
| Marche                | Camerino-Castelraimondo                     | SAFIEC; SFM | 1906                          | 1956                      | 1000             | 600 V cc                         | Tratta urbana della ferrovia Camerino-Castelraimondo.                                                                               |
| Umbria                | Perugia                                     | SUEE; UNES | 1899                          | 1943                      | 1000             | 550 V cc                         | Sostituita da una filovia |
| Umbria                | Terni                                       | STET | 1901                          | 1933                      | 1445             | 600 V cc                         | Una sola linea, collegata alla Terni-Ferentillo                                                                                     |
| Umbria                | Terni-Ferentillo                            | STET | 1909                          | 1960                      | 1445             | 600 V cc                         | |
| Lazio                 | Roma                                        | TFE; SRO; SRTO; AATM; ATM; ATG; ATAG; ATAC; Trambus; ATAC                                                                      | 1877                          |                           | 1445             | cavalli; in serie; 600 V cc      | In servizio sei linee |
| Lazio                 | Roma-Tivoli                                 | TFE; STFER | 1879                          | 1931                      | 1445             | vapore                           | Usata fino al 1934 come raccordo merci                                                                                              |
| Lazio                 | Portonaccio-Ciampino-Marino                 | SFR; TFE; FAAN; SV | 1880                          | 1889                      | 1445             | vapore                           | |
| Lazio                 | Castelli Romani                             | STFER; STEFER; ACOTRAL | 1903                          | 1963/1980                 | 1445             | 600 e 750 V cc                   | Con diramazione per Lanuvio (1916-1944)                                                                                             |
| Lazio                 | Roma-Civita Castellana                      | SATRC; STFE; STRFRN; SRFN | 1906                          | 1932                      | 1000             | 6000 V ca 25 Hz e 600 V ca 25 Hz | Sostituita dalla Ferrovia Roma-Civita Castellana-Viterbo                                                                            |
| Lazio                 | Anzio-Nettuno                               | STIE | 1910                          | 1939                      | 1445             | 600 V cc                         | |
| Abruzzo               | Pescara                                     | FEA | 1929/1934                     | 1960                      | 950              | 2400 V cc                        | Tratta urbana della ferrovia Pescara-Penne                                                                                          |
| Abruzzo               | Sulmona                                     | UNES | 1908                          | 1943                      | 1000             | 550 V cc                         | |
| Campania              | Napoli                                      | SATN; ATCN; EAV; ATAN; ANM | 1875                          |                           | 1435             | cavalli; 600 V cc                | In servizio tre linee |
| Campania              | Napoli-Giugliano                            | TN; SATB; ATCN; EAV; ATAN | 1899                          | 1960                      | 1435             | 550 V cc                         | con diramazioni per Marano (1902-1960) e Mugnano (1902-1960)                                                                        |
| Campania              | Napoli-Secondigliano                        | SATB; ATCN; EAV; ATAN | 1907                          | 1959                      | 1435             | 600 V cc                         | |
| Campania              | Napoli-Bagnoli-Pozzuoli                     | SATN; EAV; ATAN | 1885                          | 1948                      | 1435             | vapore; 600 V cc                 | |
| Campania              | Napoli-Portici-Torre del Greco              | SATN; ATCN; EAV; ATAN | 1875/1879                     | 1980                      | 1435             | cavalli; 600 V cc                | con diramazioni Portici-Bellavista (1875 - 1959) e Croce Lagno-San Giorgio a Cremano (1886-1963)                                    |
| Campania              | Napoli-Aversa                               | SATP; TPN | 1882 (el. 1901)               | 1959                      | 1435             | Vapore; 600 V cc                 | Con diramazione per Colonne di Giugliano-Giugliano                                                                                  |
| Campania              | Aversa-Albanova                             | SATP; TPN | 1912                          | 1960                      | 1435             | 600 V cc                         | |
| Campania              | Napoli-Frattamaggiore                       | SATP; TPN | 1904                          | 1961                      | 1435             | 600 V cc                         | con diramazione Grumo Nevano-Casandrino (1910-1961)                                                                                 |
| Campania              | Napoli-Caivano                              | SATP; TPN | 1881 (el.1902)                | 1957                      | 1435             | vapore; 600 V cc                 | (tratta urbana Napoli-San Pietro a Patierno: 1902-1960)                                                                             |
| Campania              | Castellammare di Stabia-Sorrento            | STS | 1906                          | 1948                      | 1000             | 600 V cc                         | sostituita dalla ferrovia Torre Annunziata-Sorrento                                                                                 |
| Campania              | Salerno                                     | TEPS | 1912                          | 1937                      | 1000             | 1200 V cc                        | |
| Campania              | Salerno-Pompei                              | TEPS | 1909                          | 1952                      | 1000             | 1200 V cc                        | |
| Puglia                | Bari                                        | SEB; TEM; SAER | 1910                          | 1948                      | 1000             | 550 V cc                         | |
| Puglia                | Bari-Barletta                               | Società Generale dei Tramways S.A.; Societè des Chemins de fer economiques de Bari-Barletta et extensions S.A; Ferrotramviaria | 1883                          | 1959                      | 750              | vapore                           | Ultima tranvia a vapore d'Italia; dal 1965 riaperta come ferrovia                                                                   |
| Puglia                | Bari-Carbonara-Ceglie                       | SEB; TEM; SAER | 1909                          | 1952                      | 1000             | 550 V cc                         | |
| Puglia                | San Severo-Torremaggiore                    | STIEC | 1925                          | 1962                      | 1445             | 800 V cc                         | |
| Puglia                | Lecce-San Cataldo                           | Ruggieri-Koppel; SEL | 1898                          | 1933                      | 1000             | 600 V cc                         | |
| Puglia                | Taranto                                     | STET; STAT | 1922                          | 1950                      | 1000             | 600 V cc                         | |
| Calabria              | Catanzaro                                   | STAC | 1910                          | 1949                      | 1445             | 550 V cc                         | Linea tranviaria con tratta a funicolare                                                                                            |
| Calabria              | Reggio Calabria                             | SATRC | 1918                          | 1937                      | 1000             | 850 V cc                         | |
| Sicilia               | Messina-Faro-Barcellona                     | SATS | 1890                          | 1932, 1948                | 950              | vapore; 600 V cc                 | |
| Sicilia               | Messina-Giampilieri                         | SATS | 1892                          | 1951                      | 950              | vapore; 600 V cc                 | |
| Sicilia               | Messina                                     | SATS | 1917                          | 1951                      | 950              | 600 V cc                         | Fino a 7 linee in esercizio nel 1936-38                                                                                             |
| Sicilia               | Messina                                     | ATM | 2003                          |                           | 600 V cc         | 1445                             | In servizio una linea |
| Sicilia               | Catania                                     | Soc. An. Tramways; SCAT | 1905                          | 1951                      | 600 V cc         | 1000                             | |
| Sicilia               | Catania-Acireale                            | Società Galatea | 1915                          | 1934                      | 600 V cc         | 1000                             | |
| Sicilia               | Raddusa-Assoro-Sant'Agostino                | Robert Trewhella | 1883                          | ??                        | 850              | vapore                           | |
| Sicilia               | Palermo                                     | AMAT | 2015                          |                           | 1435             | 750 V cc                         | In servizio quattro linee |
| Sicilia               | Palermo                                     | Tortorici; SSTO; SSIE; Les Tramways de Palerme; UTETS; Tranvie di Palermo; SAST                                                | 1878                          | 1947                      | 1000             | cavalli; 600 V cc                | Negli anni '30 in esercizio 19 linee di tram urbane                                                                                 |
| Sicilia               | Monreale                                    | SSTO; SSIE; UTETS; Tranvie di Palermo; SAST                                                                                    | 1900                          | 1945                      | 1000             | 600 V cc                         | tranvia con tratta a funicolare |
| Sicilia               | Trapani                                     | S.A. Tramways di Trapani; SGES                                                                                                 | 1915                          | 1951                      | 1000             | 600 V cc                         | una sola linea; sostituita nel 1952 da una filovia                                                                                  |
| Sicilia               | Porto Empedocle-Lucia                       | Unione Italiana Concimi | 1894 o 1897                   | 1920                      | 600              | cavalli; vapore                  | Mineraria con trasporto viaggiatori limitato agli operai delle zolfare                                                              |
| Sardegna              | Cagliari (1893-1973)                        | STS; ACT | 1912                          | 1973                      | 950              | 800 V cc                         | 4 linee urbane e 2 linee extraurbane                                                                                                |
| Sardegna              | Cagliari                                    | FdS; ARST | 2008                          |                           | 950              | 750 V cc                         | In servizio due linee |
| Sardegna              | Cagliari-Monserrato-Quartu Sant'Elena       | SFC; TC; TCP; STS | 1892                          | 1963                      | 950              | vapore; 800 V cc                 | |
| Sardegna              | Sassari                                     | FdS; ARST | 2006                          |                           | 950              | 750 V cc                         | In servizio una linea |

Nei territori dell'Istria, acquisiti dall'Italia dopo la prima guerra mondiale e ceduti alla Jugoslavia dopo la seconda guerra mondiale, erano poi presenti la tranvia di Fiume (1899-1952), la rete tranviaria di Pola (1904-1934) e le tranvie interurbane Mattuglie-Abbazia-Laurana (1908-1933) e Pirano-Portorose (1912-1953).

### Tranvie in costruzione
Ad aprile 2025 risultano in costruzione le seguenti nuove linee: tranvia Milano-Seregno, tranvia Bergamo-Villa d'Almè, seconda e terza linea della tranvia di Padova, rete tranviaria di Bologna, linea 3 della rete tranviaria di Firenze e tramvia Togliatti a Roma.
Oltre alle nuove linee, sono in corso i prolungamenti della linea 1 della tranvia di Cagliari da Piazza Repubblica a Stazione FS, della linea 2 della rete tranviaria di Milano da Piazza Bausan alla stazione di Villapizzone, della linea 7 di metrotranvia dal quartiere di Precotto a quello di Adriano, da quest'ultimo a Cascina Gobba M2 e da Viale Testi al pronto soccorso di Niguarda e il ripristino della rete tranviaria di Napoli da Porto a Piazza Sannazaro.